# Sudão do Sul
Sudão do Sul (em inglês:  South Sudan) ou Sudão Meridional, oficialmente República do Sudão do Sul (em inglês:  Republic of South Sudan) é um país encravado localizado no nordeste da África. Tem esse nome devido à localização geográfica, ao sul do Sudão.
O Sudão do Sul é a nação mais jovem do mundo. E o Sudão do Sul era parte do Sudão Anglo-Egípcio e tornou-se parte da República do Sudão, quando ocorreu a independência deste no ano de 1956. Após a Primeira Guerra Civil Sudanesa, o sul do Sudão tornou-se uma região autônoma em 1972. Esta autonomia durou até 1983. A Segunda Guerra Civil Sudanesa desenvolvida anos depois, resultou novamente na autonomia da região, através do Tratado de Naivasha, assinado em 9 de janeiro de 2005 no Quênia, com o Exército Popular de Libertação do Sudão (SPLA/M). Em 9 de julho de 2011, o Sudão do Sul tornou-se um estado independente. Em 14 de julho de 2011, o Sudão do Sul tornou-se um Estado-membro das Nações Unidas (ONU). O país entrou para a União Africana em 28 de julho de 2011.
Além da divisa com o Sudão ao norte, o Sudão do Sul faz fronteira a leste com a Etiópia, ao sul com o Quênia, Uganda e República Democrática do Congo e a oeste com a República Centro-Africana.
O Sudão do Sul, também chamado de Novo Sudão, possui quase todos os seus órgãos administrativos em Juba, a capital, que é também a maior cidade, considerando a população estimada. Há um projeto de transferir a capital sul-sudanesa para Ramciel. Apesar de ser rico em petróleo, o Sudão do Sul é um dos países mais pobres do mundo, com altas taxas de mortalidade infantil, e um sistema de saúde muito precário, considerado um dos piores do mundo. Em termos de educação somente 27% da população acima dos 15 anos sabe ler e escrever, chegando a 84% o índice de analfabetismo entre as mulheres e boa parte das crianças não frequentam unidades escolares.
No Sudão do Sul encontram-se 75% das reservas de petróleo do antigo Sudão, localizadas sobretudo na região de Abyei, que correspondem a 98% da receita do novo país. No norte também encontram-se os oleodutos responsáveis pelo transporte do petróleo até o Mar Vermelho.

## Etimologia
O nome "Sudão" é derivado do árabe bilād as-sūdān (بلاد السودان), que significa "país dos negros".  Foi assim que os árabes do Egito a denominaram em função do tom de pele dos seus habitantes. Para se diferenciar da República do Sudão, após sua independência, a região adotou o nome de Sudão do Sul. Outros nomes propostos para o país foram República do Nilo e Cuxe. 

## História
Os povos do Nilo — os dincas, nueres, shilluk, e outros — entraram pela primeira vez no Sudão do Sul em algum momento antes do século X. Durante o período que vai do século XV ao século XIX, as migrações tribais, em grande parte da área de Bar-El-Gazal, trouxeram esses povos aos seus locais atuais. O povo não nilótico zandes, que entrou no Sudão do Sul no século XVI, estabeleceu o maior estado da região. Os zandes são o terceiro maior grupo étnico do Sudão do Sul. Eles são encontrados na faixa de floresta tropical do estado de Equatória Ocidental e no estado de Bar-El-Gazal Ocidental.
No século XVIII, o povo Avungara entrou e rapidamente impôs sua autoridade sobre os zandes. O poder dos avungaras permaneceu praticamente sem contestação até a chegada dos ingleses no final do século XIX. Barreiras geográficas impediram a propagação do Islã para os sulistas, permitindo-lhes manter a sua herança social e cultural, bem como suas instituições políticas e religiosas.
No século XVIII, os azandes tiveram relações difíceis com seus vizinhos, os povos Moru, Mundu, Pöjulu e pequenos grupos de Bar-El-Gazal, devido à política expansionista do rei destes, Gbudwe. No século XIX, os azandes lutaram contra os franceses, belgas e madistas para manter sua independência. O Egito, sob o governo do Quediva Ismail Paxá, tentou primeiro controlar a região na década de 1870, estabelecendo a província de Equatória na porção sul. O primeiro governador egípcio da província foi Samuel White Baker, comissionado em 1869, seguido por Charles George Gordon em 1874 e por Emin Paxá em 1878. A revolta Madista da década de 1880 desestabilizou a nova província e Equatória deixou de existir como posto avançado egípcio em 1889. Importantes assentamentos na Equatória incluíam: Lado, Gondokoro, Dufile e Wadelai. Em 1947, as esperanças britânicas de unir o sul do Sudão com Uganda foram frustradas pela Conferência de Juba, que unificou o norte e o sul do Sudão.

### Independência (2011)

#### O referendo da independência
A Constituição Interina do Sudão do Sul foi assinada em 5 de dezembro de 2005, e previu para 2011 a realização de um referendo quando o povo da região decidiria pela manutenção da autonomia regional estabelecida no tratado de Naivasha, da constituição interina do Sudão do Sul e da constituição nacional interina da República do Sudão de 2005, ou pela independência. O referendo foi realizado a partir do dia 7 de janeiro de 2011, e três dias antes do fim do prazo estabelecido para os sudaneses votarem, a participação dos eleitores era superior a 40%, anunciou Souad Ibrahim, porta-voz da Comissão Eleitoral. Este era a percentagem mínima exigida para que o referendo de independência do Sudão do Sul fosse validado.
Os resultados foram amplamente favoráveis à independência, com 98,81% dos votos a conduzir o país à independência.

## Geografia
O Sudão do Sul estende uma área de 644.329 km².  Faz fronteira com o Sudão ao norte, a Etiópia a leste, o Quénia, o Uganda e a República Democrática do Congo ao sul e a República Centro-Africana a oeste.
A relação entre o Sudão do Sul autônomo e os estados ou regiões sudaneses vizinhos do Nilo Azul (45.844 km²), Abiei (aproximadamente 10.000 km²) e as Montes Nuba (aproximadamente 48.000 km²) ainda não foi definitivamente resolvida, embora por enquanto permaneça no norte. As três áreas das Montanhas Nuba, Abiei e Estado do Nilo Azul são culturalmente parte do sul, mas, segundo o Acordo de Paz Abrangente (CPA), elas têm administrações separadas até que os referendos (agendados para 2011 e chamados de "consultas populares") sejam realizados, nos quais elas terão a opção de se juntar ao sul ou permanecer sob a administração do norte.

### Relevo
O país é dominado por grandes planícies e planaltos, especialmente no centro e norte do país. As áreas mais montanhosas estão localizadas no sul, na fronteira com o Quênia, Uganda e a República Democrática do Congo. O ponto mais alto do país é o Monte Kinyeti, com 3.187 metros, perto da fronteira com Uganda. Outros pontos mais altos no Sudão do Sul são o Monte Lotuke (2.963 metros) entre Uganda e Quênia, as Montanhas Didinga e o Monte Naita (2.739 metros) ao sudeste, na fronteira com a Etiópia. 
O norte do país forma uma vasta área pantanosa conhecida como Sudd, com uma superfície de 320 km de largura por 400 km de comprimento. No oeste do país fica o Planalto de Ironstone, com altitude entre 800 e 1.000 metros, com picos de até 1.700 metros.

## Economia
O Sudão do Sul é um país em grande parte subdesenvolvido, com a maioria das aldeias sem eletricidade ou água encanada, e a infraestrutura geral do país é deficiente, com apenas 10.000 quilômetros de estradas pavimentadas.

### Petróleo
Antes da independência, o Sudão do Sul produzia 85% do petróleo do país.  No entanto, como a zona sul não tinha acesso ao mar, dependia do sector norte para exportar o produto. Após a assinatura do acordo de paz de 2005, as receitas do petróleo foram divididas igualmente entre os dois setores. Assim, o petróleo sul-sudanês teria o direito de ser transportado por um oleoduto de mais de 1.500 km para chegar às refinarias localizadas no Porto Sudão e depois ser exportado através do referido porto, localizado na costa do Mar Vermelho.

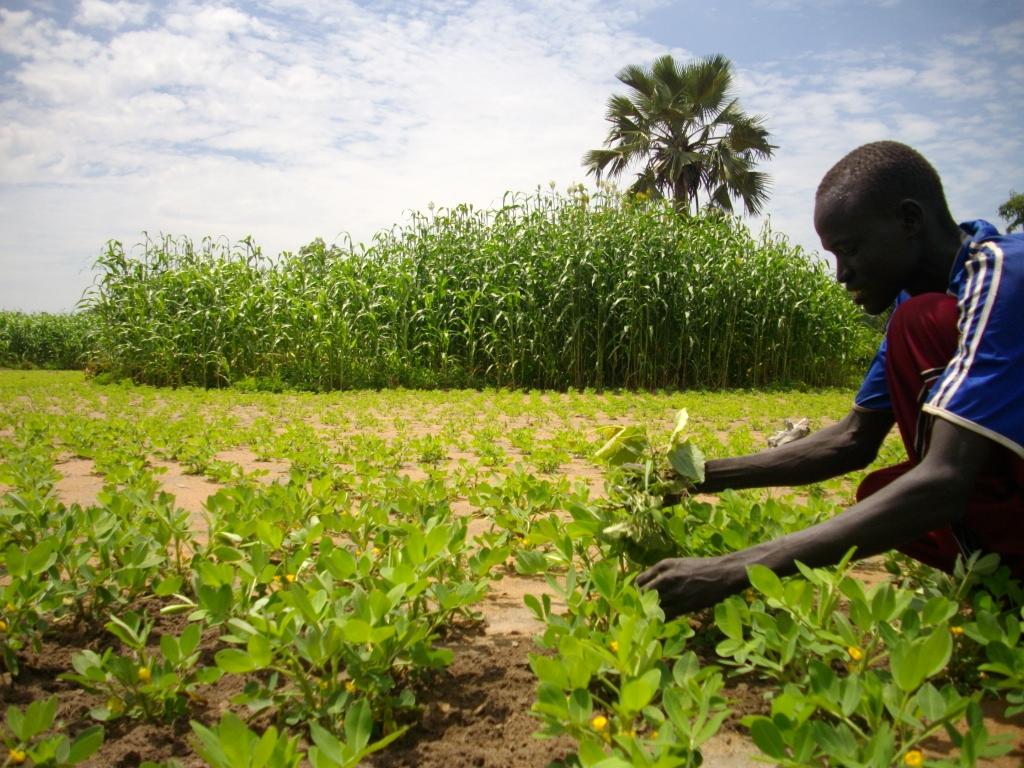
Um agricultor trabalhando em um campo no Sudão do Sul

Desde a independência, tem havido discussões sobre como adaptar o acordo de uma forma que beneficie ambos os estados independentes. As receitas do petróleo constituem mais de 98% do orçamento do governo do Sudão do Sul. O petróleo e outros recursos minerais podem ser encontrados em todo o Sudão do Sul, mas o Bentiu é comumente conhecido como uma região especialmente rica em petróleo, enquanto Jongeli, Warap e os Estados dos Lagos têm reservas potenciais.

## Subdivisões
Até 2015 o Sudão do Sul estava dividido em dez estados, criados a partir das três regiões históricas do país: Bar-El-Gazal, Equatória e Grande Nilo Superior. Os estados eram subdivididos em 86 condados.

### Antigos estados
| Nº | Estado                  | Nome em português      | Área (km²) | População Censo 2008 | Capital |  |
| -- | ----------------------- | ---------------------- | ---------- | -------------------- | ------- |  |
| 1  | Gharb Bahr al-Ghazal    | Bar-El-Gazal Ocidental | 93 900     | 333 431              | Wau     |  |
| 2  | Schamal Bahr al-Ghazal  | Bar-El-Gazal do Norte  | 33 558     | 720 898              | Aweil   |  |
| 3  | Al-Wahda                | Unidade                | 35 956     | 585 801              | Bentiu  |  |
| 4  | A'li an-Nil             | Alto Nilo              | 77 773     | 964 353              | Malakal |  |
| 5  | Warab                   | Warab                  | 31 027     | 972 928              | Kuajok  |  |
| 6  | Junqali                 | Juncáli/Jonglei        | 122 479    | 1 358 602            | Bor     |  |
| 7  | Al-Buhairat             | Lagos                  | 40 235     | 695 730              | Rumbek  |  |
| 8  | Gharb al-Istiwa'iyya    | Equatória Ocidental    | 79 319     | 619 029              | Yambio  |  |
| 9  | Al-Istiwāʾiyya al-Wusṭā | Equatória Central      | 22 956     | 1 103 592            | Juba    |  |
| 10 | Scharq al-Istiwa'iyya   | Equatória Oriental     | 82 542     | 906 126              | Torit   |  |
|    | Total                   |                        | 619 745    | 8 260 490            |         |  |

Em outubro de 2015, o presidente do Sudão do Sul Salva Kiir emitiu um decreto que estabeleceu 28 novos estados no lugar dos 10 estados constitucionalmente estabelecidos. O decreto estabeleceu os novos estados, em grande parte seguindo as linhas étnicas. Uma série de partidos da oposição e da sociedade civil contestou a constitucionalidade desse decreto e Kiir mais tarde resolveu levá-la ao parlamento para aprovação como uma emenda constitucional e, em novembro, o parlamento sul-sudanês autoriza o presidente Kiir a criar os novos estados.
Os 28 novos estados do Sudão do Sul são:

### Novos estados
| Nº | Estado         | Nome em português | Capital    |  |
| -- | -------------- | ----------------- | ---------- |  |
| 1  | Aweil          | Aueil             | Aueil      |  |
| 2  | Aweil East     | Aueil Oriental    | Wanjok     |  |
| 3  | Eastern Lake   | Lagos Orientais   | Yirol      |  |
| 4  | Gogrial        | Gogrial           | Kuajok     |  |
| 5  | Gok            | Gok               | Cueibet    |  |
| 6  | Lol            | Lol               | Raja       |  |
| 7  | Tonj           | Tonj              | Tonj       |  |
| 8  | Twic           | Twic              | Mayen Abun |  |
| 9  | Wau            | Wau               | Wau        |  |
| 10 | Western Lakes  | Lagos Ocidentais  | Rumbek     |  |
| 11 | Amandi         | Amandi            | Mundri     |  |
| 12 | Gbudwe         | Gbudwe            | Yambio     |  |
| 13 | Imatong        | Imatong           | Torit      |  |
| 14 | Jubek          | Jubek             | Juba       |  |
| 15 | Maridi         | Maridi            | Maridi     |  |
| 16 | Namorunyang    | Namorunyang       | Kapoeta    |  |
| 17 | Terekeka       | Terekeka          | Terekeka   |  |
| 18 | Yei River      | Rio Yei           | Yei        |  |
| 19 | Boma           | Boma              | Pibor      |  |
| 20 | Eastern Bieh   | Bieh Oriental     | Akobo      |  |
| 21 | Eastern Nile   | Nilo Oriental     | Malakal    |  |
| 22 | Jonglei        | Juncáli           | Bor        |  |
| 23 | Latjoor        | Latjoor           | Nasir      |  |
| 24 | Northern Liech | Liech do Norte    | Bentiu     |  |
| 25 | Ruweng         | Ruweng            | Pariang    |  |
| 26 | Southern Liech | Liech do Sul      | Leer       |  |
| 27 | Western Bieh   | Bieh Ocidental    | Ayod       |  |
| 28 | Western Nile   | Nilo Ocidental    | Kodok      |  |

A área de Abyei, uma pequena região do Sudão na fronteira com Sudão do Sul, atualmente tem um estatuto administrativo especial no Sudão. As fronteira do Sudão e do Sudão do Sul nesta região ainda não foram definidas.

## Demografia

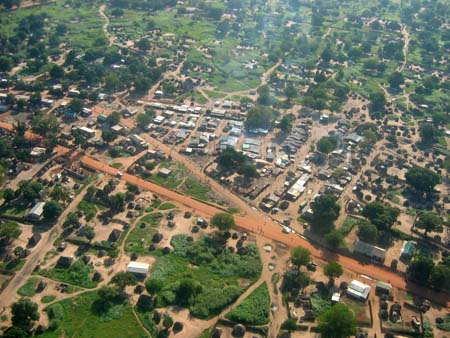
Vista aérea da capital de Juba.

O Sudão do Sul terá uma população estimada de 11.483.374 habitantes em 2023, segundo dados do Banco Mundial, com uma taxa de crescimento anual de 1,5%. A densidade populacional é de 17,28 habitantes por metro quadrado. A esperança de vida é baixa, 58 anos, 60 anos para mulheres e 56 anos para homens. O país tem uma taxa de natalidade de 34 nascimentos por 1.000 pessoas, enquanto a mortalidade infantil é de 63 por mil. A taxa de fecundidade é de 4,5 filhos por mulher.  Trata-se principalmente de pessoas que se dedicam à vida rural e se dedicam a uma economia de subsistência.
O país tem uma grande população jovem, com 45,43% de seus habitantes com menos de 14 anos, 52,86% entre 15 e 64 anos e apenas 2,1% da população com mais de 65 anos. 65,38% da população tem menos de 25 anos.
A população tem 8,25% do país é imigrante, vinda principalmente do Sudão (66,61% dos imigrantes), Uganda (17,12%) e a República Democrática do Congo (10,65%).

### Crise humanitária
O acordo de paz de Naivasha pôs fim à mais longa guerra civil da história do continente africano — a Segunda Guerra Civil Sudanesa (1983–2005), durante a qual dois milhões de pessoas morreram e quatro milhões foram deslocadas. Seis anos depois, o clima de medo e insegurança permanece, em razão de conflitos étnicos e da ação de milícias; apenas em 2010, 900 pessoas morreram e 215 000 foram deslocadas. Como se não bastasse, o Sudão do Sul enfrenta a maior epidemia de leishmaniose em oito anos, 75% da população não tem acesso a serviços básicos de saúde e há enormes dificuldades para se obter água e alimentos.

### Religião

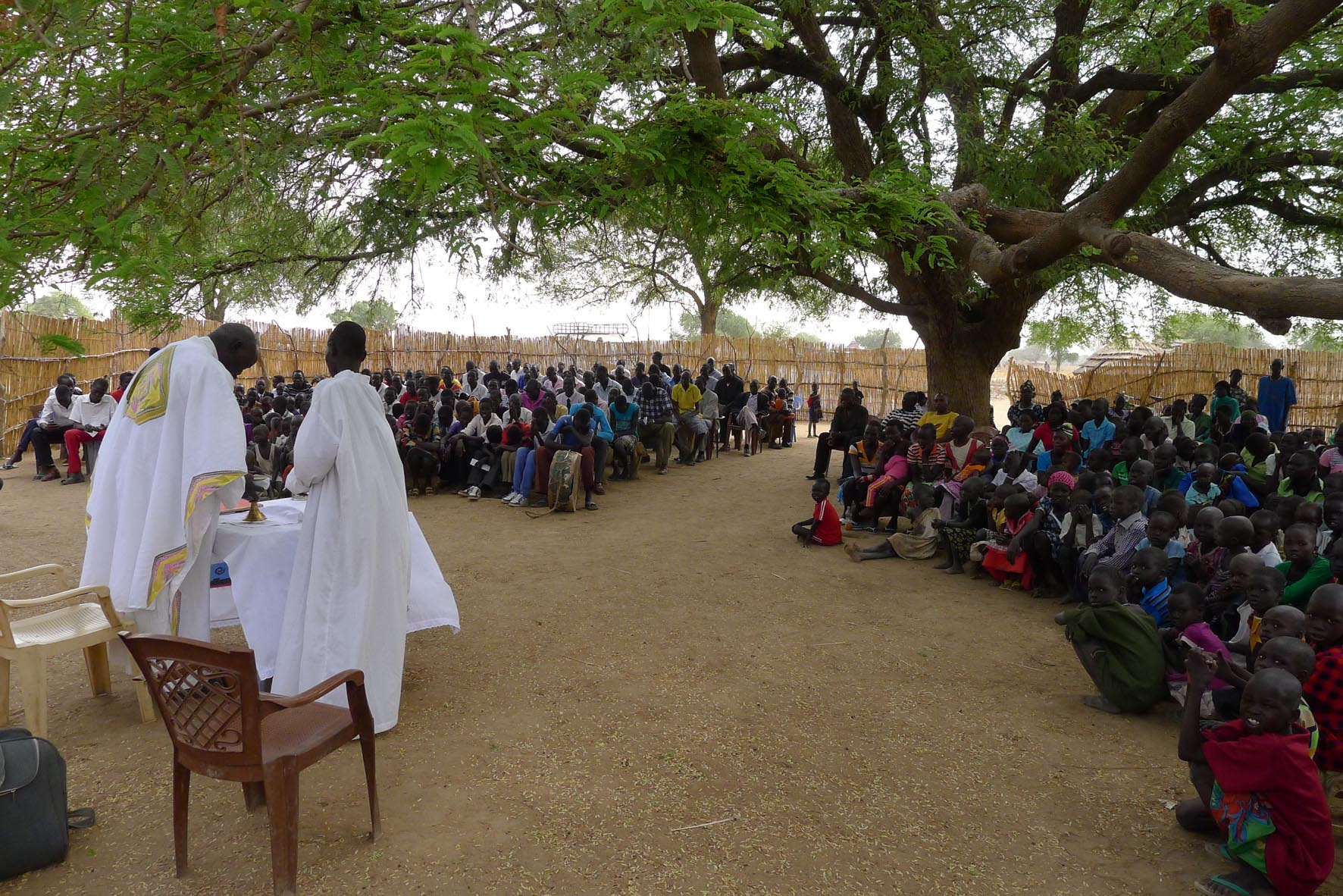
Missa dominical na diocese de Rumbek, da Igreja Católica Romana.

A população do país segue, majoritariamente, religiões indígenas tradicionais, o Cristianismo ou o Islamismo. O último censo que identifica a religião dos sul-sudaneses remonta a 1956, quando o país ainda era parte do Sudão, onde mais da metade se identificava com seguidores de crenças tradicionais ou cristãos, enquanto 18% eram muçulmanos. Universidades e o Departamento de Estado dos Estados Unidos afirmam que a maioria dos sul-sudaneses mantém a crença em religiões indígenas tradicionais (por vezes referindo-os como animistas) e no Cristianismo, o que tornaria o Sudão do Sul um dos poucos países no mundo onde a maioria dos habitantes seguem a religião indígena tradicional. No entanto, de acordo com o Relatório sobre Liberdade Religiosa Internacional, do Departamento de Estado dos Estados Unidos de 2012, (citando o censo de 2008), a maioria da população é adepta do Cristianismo, enquanto estatísticas confiáveis sobre a crença animista e muçulmana não estão disponíveis.
A Divisão da Biblioteca do Congresso dos Estados Unidos afirma que, no início da década de 1990, possivelmente menos de 10% da população do atual Sudão do Sul era cristã. Registros oficiais do Sudão afirmam que, à época, sua população — e consequentemente a do Sudão do Sul — era composta por cerca de 25% de seguidores de religiões tradicionais e 5% de cristãos. Todavia, algumas reportagens reivindicam uma maioria cristã.
Conforme a Enciclopédia Cristã Mundial, a Igreja Católica é o maior corpo cristão no Sudão do Sul desde 1995, com aproximadamente 2,7 milhões de fiéis católicos. Em 18 de dezembro de 2012, um relatório sobre religião e vida pública, de autoria do Pew Research Center (PRC), afirma que, em 2010, 60,5% da população do Sudão do Sul era cristã, 32,9% eram seguidores de religiões tradicionais africanas e 6,2% eram muçulmanos.
Segundo a Santa Sé, o papa Francisco iria visitar o país em uma viagem apostólica no ano de 2017, mas os bispos locais informaram que o país não possui uma infraestrutura para receber o papa e sua delegação. Sendo assim, a visita papal foi adiada para uma data ainda não definida.
O papa Francisco lamentou profundamente ao saber que as irmãs Mary Abbud e Regina Roba, da Congregação do Sagrado Coração Jesus, sofreram uma emboscada por um grupo armado, ainda não identificado, e foram assassinadas junto com outras três pessoas no dia 15 de agosto de 2021, festa de Assunção de Nossa Senhora, na estrada que liga a capital do Sudão do Sul a Nimule, na fronteira com Uganda.

## Política
O Sudão do Sul conquistou a independência em 9 de julho de 2011. De 2005 a 2011, foi uma região autônoma na República do Sudão. A constituição atual foi assinada em 7 de julho de 2011. A constituição estabeleceu um sistema presidencial. O Poder Executivo é representado pelo Presidente, Governador e Comandante Supremo das Forças Armadas. O Poder Legislativo é investido no Parlamento Nacional, organizado em duas câmaras: o Congresso Legislativo Nacional e o Conselho de Estados. Finalmente, a constituição estabelece um judiciário independente; O Supremo Tribunal é o seu corpo principal.
John Garang foi o fundador e primeiro presidente da Região Autônoma do Sudão do Sul e, ao mesmo tempo, foi nomeado vice-presidente do Sudão. Alguns dias depois, Garang foi morto em um acidente de helicóptero em Uganda. Salva Kiir foi substituído por Mayardite e Rie Machar tornou-se vice-presidente. No dia em que o Sudão do Sul se tornou independente, Kiir Mayardit assumiu o cargo de presidente republicano.

## Infraestrutura

### Comunicações
O sistema de televisão é de controle estatal mas existem diversas emissoras de rádio FM privadas e algumas empresas estrangeiras.
Código telefônico internacional: +211.

### Internet
Somente 7% da população possui acesso à Internet. Domínios registrados para o Sudão do Sul utilizam o sufixo TLD .ss enquanto o Sudão mantém o TLD .sd.

### Serviços públicos
Quase não há eletricidade disponível, exceto para 5% da população. O fornecimento de água é administrado por empresas privadas por meio de caminhões tanque que percorrem a cidade enchendo reservatórios particulares. A água tratada atinge 55% da população e a rede de esgotos 20%.

### Transportes
A mobilidade é outra das carências. Fora de Juba, que conta com poucas ruas pavimentadas, predominam as estradas de terra, existem apenas 60 km de estradas precariamente asfaltadas. Isso dificulta o trabalho das ONGs que atendem os povoados. O país possui 24 aeroportos, entretanto somente 2 possuem pista pavimentada.

## Cultura

### Música
Muitos artistas musicais sul-sudaneses usam inglês, suaíli, árabe juba, sua língua africana ou uma mistura de todos eles. Artistas populares incluem Barbz, Yaba Angelosi, De Peace Child, Dynamq e Emmanuel Kembe. Os gêneros musicais mais difundidos são afro-beat, R&B, zouk, reggae e folk. Emmanuel Jal é um artista musical sul-sudanês que conquistou seu espaço internacionalmente  com sua forma única de hip-hop e uma mensagem positiva em suas letras.  Ele é um músico que foi um menino-soldado na infância. Recebeu boas críticas de rádio e discos no Reino Unido. Ele também participou de conferências organizadas pelo TED. 

### Esportes
Muitos jogos e esportes tradicionais e modernos em geral, particularmente como lutas livres e batalhas simuladas, são muito populares no Sudão do Sul. Esportes tradicionais eram praticados especialmente após as temporadas de colheita para celebrar o fim das estações agrícolas. Os lutadores eram geralmente homens jovens, fortes e bem constituídos. As lutas atraíam grandes multidões de espectadores que cantavam, tocavam bateria e dançavam em apoio aos seus lutadores favoritos. Embora isso fosse percebido como uma competição, era principalmente para entretenimento.
Na era moderna, alguns sul-sudaneses se destacaram no esporte internacional. Luol Deng é uma estrela americana do basquete da NBA. Outras estrelas internacionais do basquete do Sudão do Sul incluem Manute Bol, Deng Ajou, Duany Kueth, Deng Gai, Ater Majok e Thon Maker. Majak Daw está a caminho de se tornar o primeiro jogador profissional de futebol australiano sul-sudanês, tendo assinado com o North Melbourne Kangaroos da AFL (Australian Football League) no final de 2009.  O atleta olímpico Lopez Lomong, porta-bandeira dos Estados Unidos na abertura das Olimpíadas de Pequim de 2008, nasceu no país e é um dos meninos perdidos do Sudão.
O futebol também é cada vez mais popular no Sudão do Sul, e há inúmeras iniciativas do governo e outros parceiros privados para promover o esporte e melhorar o padrão do jogo. Uma delas é a Associação Esportiva Juvenil do Sudão do Sul (SSYSA), que já oferece sessões de treinamento de futebol em lugares como Juba, onde crianças treinam para se tornarem bons jogadores de futebol. Espera-se que os melhores jogadores surjam desses campos de futebol improvisados, tanto no curto quanto no longo prazo. Em reconhecimento a esses esforços no futebol juvenil, o país sediou recentemente competições de futebol juvenil. A sua seleção nacional é filiada à CAF,  a sua associação com a FIFA foi aprovada em 25 de maio de 2012,  realizaram o seu primeiro jogo a 10 de julho de 2011 contra o Tusker FC do Quénia, perdendo em casa por 1:3. O jogador dinamarquês Pione Sisto é filho de refugiados sul-sudaneses.